# Parantica erebus
Parantica erebus är en fjärilsart som beskrevs av Butler 1866. Parantica erebus ingår i släktet Parantica och familjen praktfjärilar. Inga underarter finns listade i Catalogue of Life.